# Christoph von Bemmel
Pour les articles homonymes, voir von Bemmel.
Peter von Bemmel (Nuremberg, 1714 — Strasbourg, 1782) est un peintre allemand.
Il est le fils du peintre et graveur Peter von Bemmel et appartient à une « dynastie de peintres bavarois ».

## Biographie
Christoph von Bemmel naît à Nuremberg le 3 février 1714, ou le 1er mars 1717. Il est le fils aîné du peintre et graveur allemand Peter von Bemmel (1685-1753) et le petit-fils de Willem van Bemmel (1630-1708), peintre et graveur néerlandais important ayant terminé sa vie à Nuremberg et initié une « dynastie de peintres bavarois »,,. Son frère Johann Christoph (1717-1788) deviendra lui aussi un peintre. Il a pour parrain Christoph Weigel l'Ancien, un élève de son père,.
Formé par son père, il se forme d'après les dessins de celui-ci et de son grand-père et s'inspire de Weigel et de ses aînés pour devenir peintre de paysage,. Proche du style de son père, « cela lui valut d'être très applaudi et très respecté par les connaisseurs et les amateurs ». Selon Fritsch, ses tableaux sont confondus avec son frère homonyme.
D'abord actif à Nuremberg, il s'installe à Mannheim après son mariage dans cette ville en 1742 avec Sophie Wagner (1710-1777), fille de médecin. Ils ont un fils, Frédéric Georges Antoine (c. 1740 - 1763), très brièvement peintre à Strasbourg, où il est mort sans descendence.
Il part ensuite à Strasbourg en 1760. Il demande en 1762 un certificat à la corporation de métiers de l'Échasse pour obtenir la prolongation du droit de bourgeoisie dont il bénéficie depuis quelques mois et l'obtient. En septembre 1763, il obtient gratuitement le droit de bourgeoisie, peut-être par l'intermédiaire de Christian IV de Deux-Ponts-Birkenfeld, parent du prince électeur Carl Theodor, ancien employeur de Bemmel au château de Mannheim. Cela lui permet d'intégrer la corporation de l'Échasse en décembre de la même année.
Christoph von Bemmel meurt dans cette ville le 20 novembre 1782, ou le 23 novembre 1782.

## Œuvre

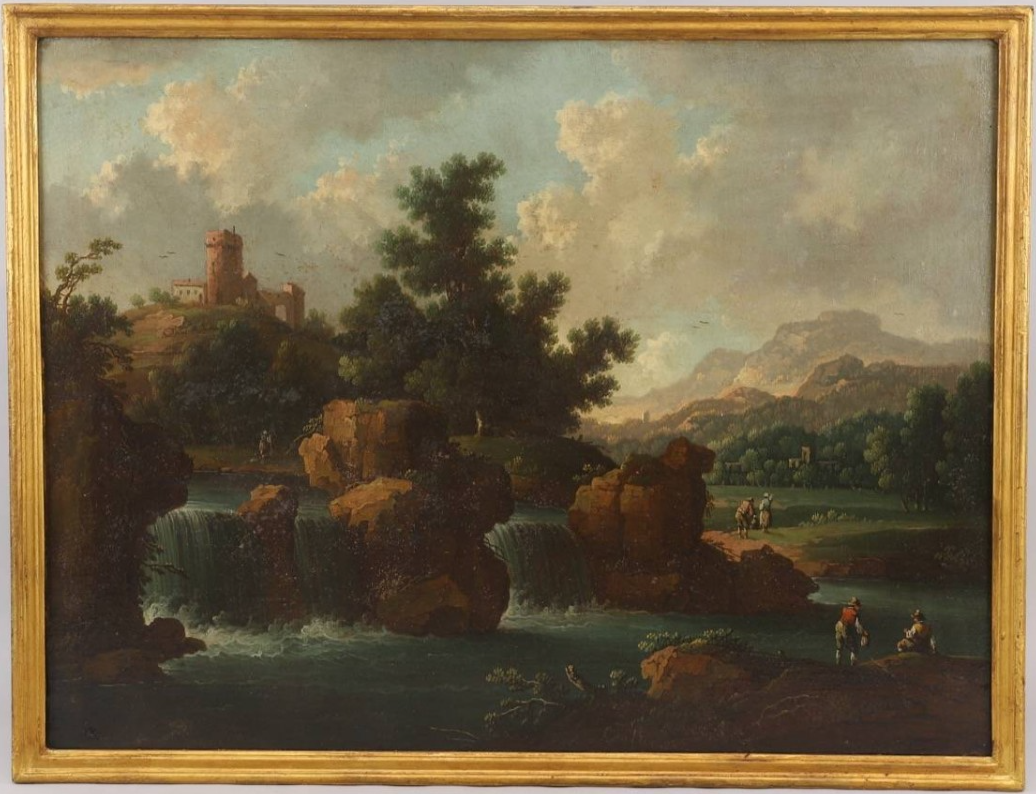
Chute d'un fleuve, avec grand rocher séparant le cours d'eau (c. 1760-1770, coll. priv.).

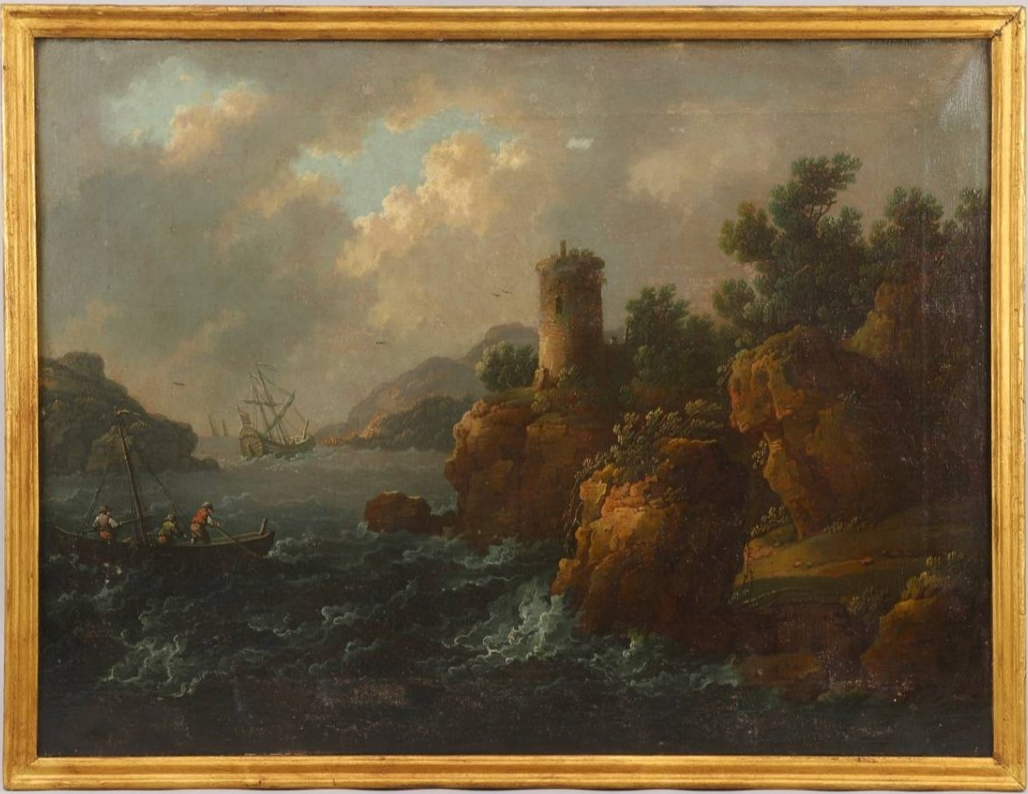
Embouchure d'un fleuve avec bateaux de pêche (c. 1760-1770, coll. priv.).

Christoph von Bemmel est, comme son père, un peintre de paysage. Il présente son chef-d'œuvre aux « jurés des chefs-d’œuvres des peintres » de l'Échasse en 1764. Il peint aussi des scènes de villes incendiées.
Très prolifique, il semble, selon un certain J.-F. Herrmann, que son « inconduite » lui a fait « négliger son talent et qu’il devait parfois peindre à la hâte « pour avoir du pain » ». Herrmann prétend aussi que Bemmel ne représente ses personnages que de dos, « faute de savoir représenter les figures humaines ». « Peintre assez médiocre », il a produit de nombreux trumeaux, dessus-de-porte et autres toiles pour des intérieurs cossus de la région strasbourgeoise.
Ses tableaux sont notamment conservés à :
- Allemagne
  - Bamberg, Bibliothèque d'État de Bamberg[1]
  - Mannheim
    - Château de Mannheim[1]
    - Reiss-Engelhorn-Museen[8]

  - Munich
    - Musée national bavarois[1]
    - Alte Pinakothek[8]

  - Stuttgart, Staatsgalerie Stuttgart[8]
- France
  - Colmar, musée Unterlinden[8]
  - Saverne, Musées du château des Rohan à Saverne[8]
  - Strasbourg, Musée des Beaux-Arts de Strasbourg[8]